# کوچک (مجارستان)
کوچک (به مجاری:  Köcsk) یک شهرداری در مجارستان است که در واش واقع شده‌است. کوچک ۱۲٫۵۸ کیلومتر مربع مساحت و ۳۰۳ نفر جمعیت دارد.